# Regio corpo truppe coloniali d'Eritrea
Il Regio corpo truppe coloniali d'Eritrea è stato un corpo coloniale del Regio Esercito italiano, dipendente dal Governatore della Colonia eritrea.

## Storia

### Vicende organiche

Mitraglieri dello squadrone "Penne di falco" armati con mitragliatrici Fiat-Revelli Mod. 1914

La storia militare della Colonia eritrea iniziò nel 1885, tre anni dopo l'acquisto di Assab da parte del governo italiano, con lo sbarco a Massaua, il 5 febbraio, del Corpo speciale per l'Africa al comando del tenente colonnello Tancredi Saletta. Questo corpo, formato da personale nazionale, venne progressivamente rinforzato nel corso dell'anno. Il generale comandante fungeva anche da governatore della stazione commerciale, con il titolo di comandante superiore di Massaua prima e di comandante dell'Eritrea poi, fino alla fondazione ufficiale della Colonia eritrea nel 1890.
Il 30 aprile 1885 vennero arruolate nel Corpo speciale le prime truppe indigene: l'albanese Osman reclutò 100 irregolari basci-buzuk, che furono organizzati in un'Orda Interna, di guarnigione a Massaua con funzioni di gendarmeria e guardie carcerarie, ed un'Orda Esterna con compiti prettamente militari.
Dopo la battaglia di Dogali, il governo di Roma decise di rinforzare le truppe in colonia, sia con l'invio di nuovi reparti nazionali, organizzati in un corpo speciale per l'Africa ed un corpo di rinforzo, sia con l'arruolamento di basci-buzuk in tre orde: interna, esterna e mobile. Nel novembre 1887 il generale Alessandro Asinari di San Marzano riorganizzò il corpo di operazioni in colonia su quattro brigate e varie truppe di supporto. Le brigate erano basate su reggimenti di cacciatori d'Africa, truppe nazionali specializzate per l'impiego in colonia, e da fanteria d'Africa, reggimenti di formazione costituiti con militari tratti dai vari reparti, che venivano in colonia come volontari o per punizione. In totale operavano in colonia 16 450 effettivi nazionali e 1 900 basci-buzuk.
Sospese le operazioni contro gli etiopi in seguito al trattato di Uccialli, il Corpo di rinforzo rientrò in patria nel 1888, mentre le truppe in colonia in maggio furono impegnate sul confine settentrionale nella campagna contro i dervisci. Nello stesso anno i basci-buzuk vennero trasformati in àscari, ovvero in truppe regolari reclutate tra gli eritrei, ma anche tra yemeniti e sudanesi. Il 1º ottobre 1888 questi furono organizzati nei primi quattro battaglioni indigeni, ognuno su quattro compagnie, suddivise in mezze compagnie di quattro buluk. Il I Battaglione era di stanza a Saati, il II ad Archico, il III a Moncullo ed il IV a Massaua. Dopo la firma del trattato di Uccialli i battaglioni vennero riuniti in un Reggimento fanteria indigeni. Il 15 ottobre furono costituiti i primi due buluk di Zaptié, i carabinieri indigeni, inquadrati nella Compagnia carabinieri d'Africa. Il 29 ottobre venne costituito il primo reparto di artiglieria indigeno, la 2ª Batteria artiglieria da montagna indigeni, su tre sezioni da due cannoni 7 BR Ret. Mont..
Il 10 giugno 1889 i quattro battaglioni fanteria indigeni vennero riuniti in un Reggimento fanteria indigeni. Il 30 giugno venne sciolto definitivamente il Corpo dei Basci-buzuk, ad eccezione dell'Orda interna di presidio, ed il Reparto esploratori indigeni, costituito l'anno precedente, divenne prima Squadrone esploratori eritreo, poi, il 1º ottobre 1889, 1º Squadrone cavalleria eritrea "Asmara".
Il 3 settembre 1890 il Reggimento fanteria indigeni venne sciolto e venne costituito il 2º Squadrone cavalleria eritrea "Cheren" che per via della penna sul tarbush sarà conosciuto come "Penne di falco" e si coprirà di gloria a Cassala. Il 1º novembre venne inoltre costituita la 1ª Compagnia cannonieri indigeni, su tre sezioni da due pezzi, ed il 19 maggio 1891 la 2ª Batteria artiglieria da montagna indigeni.
L'11 giugno 1891, finalmente, le truppe coloniali nazionali e quelle indigene vennero riunite nel Regio corpo delle truppe d'Africa, denominazione che tenne fino alla guerra italo-turca, quando per distinguerlo da quello della Tripolitania e da quello della Cirenaica venne ridenominato Regio Corpo Truppe Coloniale d'Eritrea.
L'11 novembre 1892 il RCTC entrò ufficialmente a far parte del Regio Esercito italiano, con 4 600 effettivi nazionali e 4 400 ascari.
Nel gennaio 1894 venne sciolto il 1º Squadrone "Asmara", mentre il 9 marzo venne creata la Milizia mobile indigeni, con compiti presidiari, forte di 1 500 effettivi su sette compagnie (due ad Asmara, una a Cheren, una a Adi Ugri, una ad Agordat, una ad Archico, una a Saati).
A Massaua il 23 novembre 1894 venne istituita la Compagnia milizia volontaria di Massaua su 4 plotoni, per un totale di 320 nazionali, impiegati in compiti di polizia interni alla città.
Nel febbraio 1895 furono costituiti il V Battaglione indigeni ed il VI Battaglione indigeni, seguiti a novembre dal VII e VIII Battaglione indigeni.
Da notare che, quando venne ufficialmente costituita, nel 1908, la colonia della Somalia italiana con il proprio RCTC, per distinguere i "battaglioni indigeni" dei due corpi, essi assunsero rispettivamente la denominazione di "Battaglione indigeni eritrei" (o "Battaglione eritreo") e di "Battaglione arabo-somalo". Quando infine, dopo la conquista dell'Etiopia, venne proclamato l'Impero, tutti i battaglioni assunsero la denominazione di "Battaglione coloniale". In Libia, a partire dal 1937, anno dell'annessione della colonia al territorio metropolitano italiano e della relativa estensione della cittadinanza a tutti i libici, la denominazione usata per i reparti di fanteria diventò "Battaglione fanteria libico".
Il 9 dicembre 1895, con lo scatenarsi della guerra d'Abissinia, il Regio corpo truppe coloniali d'Africa venne riordinato e potenziato, con 30 battaglioni di fanteria tre nazionali e 27 indigeni, 5 battaglioni di bersaglieri d'Africa, uno di alpini d'Africa, due batterie d'artiglieria a tiro rapido, 9 batterie artiglieria da montagna indigeni, una compagnia mortai, genio e sussistenza.
- I Battaglione cacciatori d'Africa
- II Battaglione fanteria d'Africa
- III Battaglione fanteria d'Africa
- IV Battaglione indigeni
- V Battaglione indigeni
- VI Battaglione indigeni
- VII Battaglione indigeni
- VIII Battaglione indigeni
- IX Battaglione indigeni
- X Battaglione indigeni
- XI Battaglione indigeni
- XII Battaglione indigeni
- XIII Battaglione indigeni
- XIV Battaglione indigeni
- XV Battaglione indigeni
- XVI Battaglione indigeni
- XVII Battaglione indigeni
- XVIII Battaglione indigeni
- XIX Battaglione indigeni
- XX Battaglione indigeni
- XXI Battaglione indigeni
- XXII Battaglione indigeni
- XXIII Battaglione indigeni
- XXIV Battaglione indigeni
- XXV Battaglione indigeni
- XXVI Battaglione indigeni
- XXVII Battaglione indigeni
- XXVIII Battaglione indigeni
- XXIX Battaglione indigeni
- XXX Battaglione indigeni
- I Battaglione bersaglieri d'Africa
- II Battaglione bersaglieri d'Africa
- III Battaglione bersaglieri d'Africa
- IV Battaglione bersaglieri d'Africa
- V Battaglione bersaglieri d'Africa
- I Battaglione alpini d'Africa
- 1ª Batteria a tiro rapido (6 pezzi da 7 BR Ret. Mont.) secondo alcune fonti su mitragliatrici
- 2ª Batteria a tiro rapido (6 pezzi da 7 BR Ret. Mont.) secondo alcune fonti su mitragliatrici
- 1ª Batteria artiglieria da montagna indigeni (4 pezzi da 7 BR Ret. Mont.)
- 2ª Batteria artiglieria da montagna indigeni (4 pezzi da 7 BR Ret. Mont.)
- 3ª Batteria artiglieria da montagna indigeni (4 pezzi da 7 BR Ret. Mont.)
- 4ª Batteria artiglieria da montagna indigeni (4 pezzi da 7 BR Ret. Mont.)
- 5ª Batteria artiglieria da montagna indigeni (4 pezzi da 7 BR Ret. Mont.)
- 6ª Batteria artiglieria da montagna indigeni (4 pezzi da 7 BR Ret. Mont.)
- 7ª Batteria artiglieria da montagna indigeni (4 pezzi da 7 BR Ret. Mont.)
- 8ª Batteria artiglieria da montagna indigeni (4 pezzi da 7 BR Ret. Mont.)
- 9ª Batteria artiglieria da montagna indigeni (4 pezzi da 7 BR Ret. Mont.)
- 1ª Batteria mortai
- Compagnia genio zappatori
- Compagnia genio minatori
- Compagnia genio telegrafisti
- 1ª Compagnia treno d'artiglieria
- 2ª Compagnia treno d'artiglieria

Il 1º luglio 1896 a Cheren venne ricostituito il IV Battaglione indigeni "Ambessà", ovvero "leoni", in onore all'eroica resistenza del battaglione di Toselli sull'Amba Alagi. A dicembre venne costituito anche il 1º Nucleo meharisti, detto anche Plotone cammellieri, che però venne sciolto già nel maggio dell'anno successivo. Solo nel 1911 vennero costituiti definitivamente i meharisti Guardie di frontiera, organizzati in un reparto cammellato ed in bande di commissariato del bassopiano occidentale.
Nel gennaio 1919 il RCTC eritreo subì l'ultima grande riorganizzazione, su 5 zone militari, 8 battaglioni indigeni (ridotti a 6 nel 1920) ed una sezione mitragliatrici someggiata, uno squadrone cavalleria indigeni, tre batterie da montagna, due compagnie cannonieri, una compagnia costiera ed una del genio. L'organico venne fissato a 12 000 uomini.
- Comando RCTC d'Eritrea (Asmara)
- 5 Comandi di Zona Militare
- Comando di Sottozona Militare
- Comando Artiglieria (Asmara)
- Comando Genio (Asmara)
- 8 battaglioni indigeni
  - 32 compagnie
  - 8 sezioni mitragliatrici someggiata
- 1 compagnia costiera
  - 2 mezze compagnie
  - 1 sezione mitragliatrici someggiata)
- 1 squadrone cavalleria indigeni
  - 2 plotoni
  - 1 sezione mitragliatrici)
- 3 batterie artiglieria da montagna indigeni 
  - 6 sezioni (12 pezzi, 6 mitragliatrici)
- 2 compagnie cannonieri indigeni
  - 4 sezioni
- 1 compagnia mista genio 
  - 1 plotone zappatori
  - 1 plotone telegrafisti
  - 1 plotone radiotelegrafisti e fotoelettricisti
- Ufficio Materiale d'Artiglieria
  - magazzino mobilitazione e rifornimento (Asmara)
  - magazzini staccati
  - laboratorio militare di artiglieria
- Ufficio Materiale del Genio, Lavori e Fortificazioni
  - reparto deposito
  - laboratorio militare del genio
- Direzione di Sanità
  - 3 ospedali coloniali
  - infermerie coloniali
- Ufficio di Veterinaria
  - infermeria quadrupedi
- Ufficio di Commissariato
  - magazzini vestiario ed equipaggiamento
  - tribunale militare
- Ufficio Trasporti
  - drappello treno d'artiglieria
  - sezione automobilisti mista

Tale ordinamento ebbe tuttavia vita breve, in quanto nel 1922 furono ricostituiti 11 battaglioni da inviare in Libia per le operazioni anti-guerriglia. Alla fine delle operazioni, nel 1931, quattro battaglioni rimasero comunque di presidio tra Tripolitania e Cirenaica.
L'organico del battaglione nel 1931 si passò 4 compagnie su 2 mezze compagnie e una sezione mitraglieri a tre compagnie ed una sezione mitraglieri. Il 17 dicembre fu inoltre costituita una terza compagnia cannonieri.
Nel 1935, in occasione della guerra d'Etiopia, il RCTC d'Eritrea fornì un intero corpo d'armata su due divisioni eritree, artiglieria, genio e cavalleria indigeni.

## Attività operativa

### Guerra d'Eritrea e rivolta Mahdista

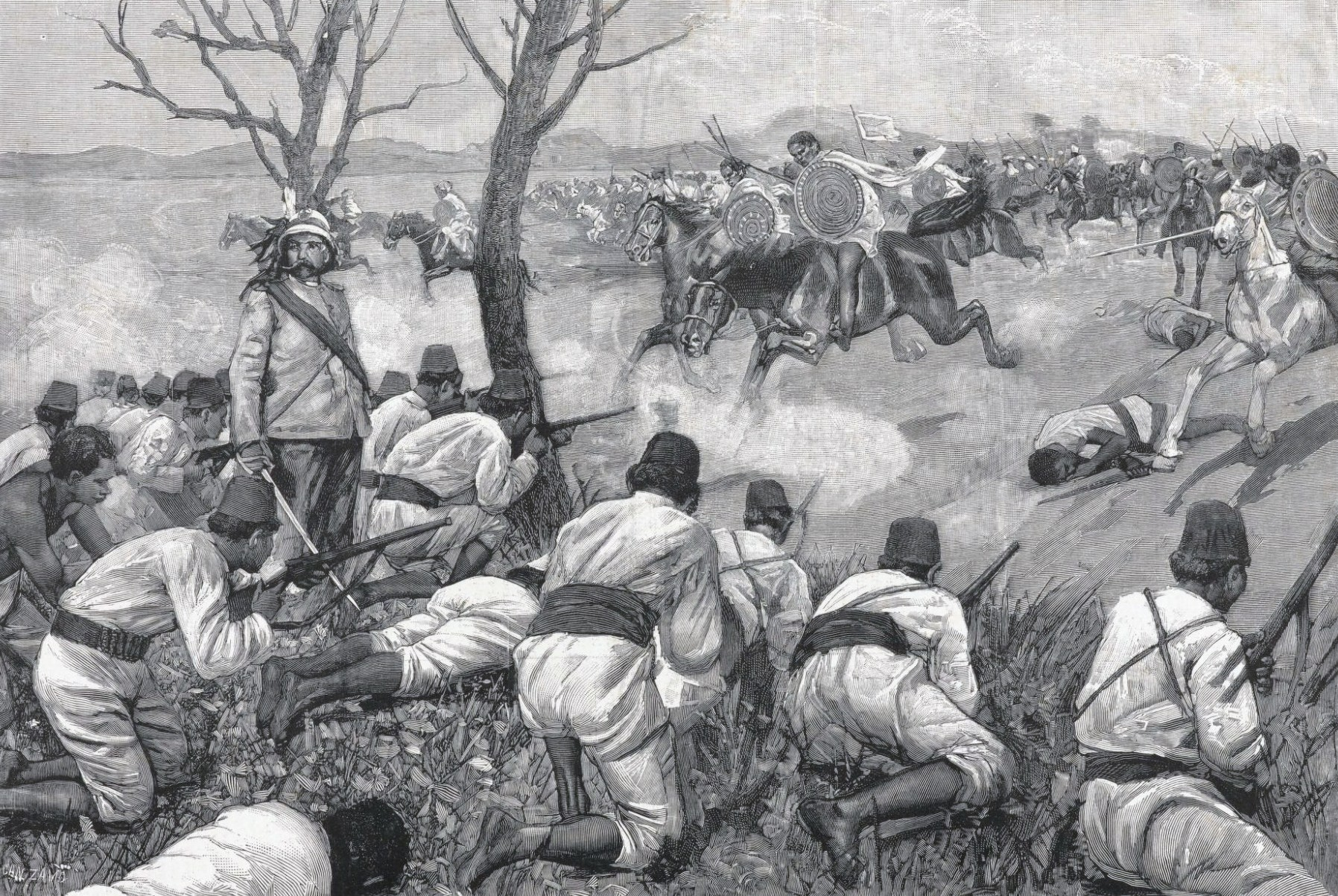
Ascari italiani affrontano dei cavalieri mahdisti presso Tucruf, in Sudan

Gli scontri di confine con l'Impero etiope, che si opponeva alla continua espansione italiana, cominciati con l'assedio di Saati, erano continui e culminarono nella battaglia di Dogali, nella quale una colonna del Corpo speciale, al comando del tenente colonnello Tommaso De Cristoforis, venne attaccata e decimata. Gli scontri continuarono fino al 1888, quando iniziarono i negoziati che avrebbero condotto, l'anno successivo, alla stipula del trattato di Uccialli.
Nel frattempo, la Guerra Mahdista che infuriava dal 1881 nel confinante Sudan tra Dervisci e anglo-egiziani, coinvolse anche l'Eritrea. Cacciati i reparti britannici ed egiziani, i ribelli mahdisti del Sudan iniziarono a cercare di aprirsi una via verso il Mar Rosso, penetrando nei confini colonia italiana. Il 27 giugno 1890 circa 2 000 dervisci, penetrati per una scorreria nel territorio del Beni Amer, vennero affrontati e sconfitti nella Prima battaglia di Agordat, presso il pozzo di Agordat, da due compagnie del I Battaglione indigeni.
Il Regio corpo truppe coloniali (RCTC) ebbe il battesimo del fuoco già cinque giorni dopo la sua costituzione. Il 16 giugno i mahdisti effettuarono un'incursione nella piana di Serobeti, a una giornata di marcia ad ovest di Agordat, territorio dei Barca, alleati dell'Italia e bacino di reclutamento di bande irregolari. Le forze italiane comandate dal capitano Stefano Hidalgo e dal tenente Michele Spreafico, che disponevano della 4ª Compagnia del I Battaglione indigeni e 200 irregolari (soli 300 uomini in tutto), nella Battaglia di Serobeti sbaragliarono il nemico che ne aveva ben 900, comandati dall'emiro Ibrahim Massamil.
Nel dicembre del 1893 12 000 Dervisci marciarono nuovamente su Cassala. L'11 dicembre il colonnello Giuseppe Arimondi ordinò che tutte le truppe del presidio di Cheren, due compagnie indigene del presidio di Asmara e la compagnia distaccata ad Az Teclesan, stessero pronte a partire. Mediante queste disposizioni, in meno di 3 giorni, si poterono riunire ad Agordat 7 compagnie di fanteria, i due squadroni, le due batterie, e le tre bande del Barca. Quando i mahdisti attaccarono il forte di Agordat (Seconda battaglia di Agordat), in tre ore furono messe in fuga dalle truppe di Arimondi, lasciando sul terreno oltre mille morti, tra i quali il loro comandante.
Nonostante la sconfitta ad Agordat, nel giugno 1894 i dervisci radunarono nuovamente intorno a Cassala circa 2 600 armati. Il 17 luglio il generale Oreste Baratieri, al comando di un Corpo d'operazione di 56 ufficiali, 41 nazionali di truppa, 16 jusbasci, 2 510 ascari, 146 cavalli, 248 muli e 183 cammelli, attaccò la città in mano ai dervisci (Battaglia di Cassala). Baratieri rinforzò con due compagnie (la 2ª e la 4ª compagnia del III Battaglione) il II Battaglione con l'ordine di attaccare, che così poté sorprendere e rovesciare il nemico e gettarsi nell'accampamento e nella città. L'abitato venne occupato; gli ultimi combattimenti vennero effettuati tra le costruzioni, poi i dervisci rimasti si ritirarono velocemente, inseguiti dallo Squadrone "Cheren". Fu l'ultimo importante scontro della Guerra Mahdista, anche se le scaramucce di frontiera proseguirono costantemente negli anni seguenti, come il 22 febbraio 1896, quando il II Battaglione indigeni sconfisse 5 000 dervisci a Gulasit, a 20 km da Cassala, e il 3 aprile 1896 quando il II, III, VI, VII ed VIII Battaglione indigeni attaccarono per tre giorni consecutivi i dervisci presso Tucruf. Le operazioni contro i dervisci sarebbero terminate completamente solo il 19 dicembre 1897, dopo scontri a Sciaglèet e Gùlsa, quando Cassala venne ceduta agli anglo-egiziani.
Il ras Mangascià nel frattempo fomentava la rivolta delle tribù eritree della regione dell'Acchelè-Guzai, che si ribellarono agli italiani sotto la guida del capo Batha Agos. I ribelli posero l'assedio al presidio italiano di Balai, ma vennero sconfitti da una colonna di soccorso guidata dal maggiore Pietro Toselli il 18 dicembre 1894, composta dalla 2ª e 5ª Compagnia del III Battaglione indigeni, 1ª, 2ª e 3ª Compagnia del IV Battaglione indigeni e dalla Batteria artiglieria da montagna indigeni; nel breve combattimento Bathà Agos rimase ucciso, e la rivolta venne presto domata. Baratieri ricevette quindi l'ordine di invadere la regione di Tigrè, feudo di Mangascià, prendendo a pretesto l'appoggio da questi dato ai ribelli; nelle intenzioni del governo italiano, la conquista del Tigrè avrebbe permesso di trattare da una posizione di forza con Menelik, oltre che ampliare i confini della colonia.
Il Corpo di Spedizione di Barattieri era composto dal II, III e IV Battaglione indigeni, dalla 3ª Compagnia milizia mobile indigeni, un plotone del 2º Squadrone cavalleria eritrea "Cheren" e dalle bande irregolari "Okulè Kusai" e "Seraèe", supportati dalla 1ª Batteria artiglieria da montagna indigeni. Il 12 gennaio 1895 le truppe italiane sconfissero i 12.000 guerrieri di Mangascià nella battaglia di Coatit, per poi inseguirli e disperderli nei pressi di Senafè il 14 gennaio seguente. Baratieri occupò Adigrat tra il 25 e il 26 marzo, seguite dalle città di Macallè e Aksum; per l'aprile del 1895 gran parte del Tigrè era ormai in mani italiane. Mangascià riuscì a sottrarsi alla cattura riparando presso Menelik ad Addis Abeba. A questo punto l'avanzata italiana si arrestò, e mentre le truppe si trinceravano sulle nuove posizioni.

### Guerra di Abissinia
L'invasione italiana del Tigrè, al di là delle conquiste territoriali, era andata a tutto vantaggio di Menelik: egli, che si era fatto incoronare negus dell'Abissinia con l'appoggio italiano (in cambio del trattato del 1889), ottenne così infatti la sottomissione di ras Mangascià e ras Alula. Questo diede a Menelik il pretesto per rompere il trattato di Uccialli e muovere guerra ai dispersi presidi italiani, dando così avvio alla guerra di Abissinia.
In ottobre il I ed il VI Battaglione indigeni avevano occupato l'Amba Alagi, rinforzati il mese successivo dal IV Battaglione indigeni, la 1ª Batteria artiglieria da montagna indigeni e dalla Banda irregolare "Sebhat". Questa guarnigione di 2 350 uomini, al comando del maggiore Pietro Toselli, il 7 dicembre 1895 venne attaccata (Battaglia dell'Amba Alagi) dalla colonna etiope di ras Mekonnen, forte di 30 000 uomini, e quasi completamente annientata prima che potessero giungere i rinforzi di Arimondi.

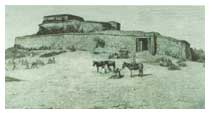
Il forte Enda Jesus a Macallè in una foto dell'epoca.

La colonna di Arimondi e i superstiti dell'Amba Alagi rientrarono a Macallè, ma resosi conto della superiorità numerica degli etiopi, Arimondi decise di evacuare anche questa roccaforte e di ripiegare su Edagà Amus, dove si stava riunendo il grosso delle forze italiane guidate dallo stesso Baratieri. A Macallè venne lasciato il maggiore Giuseppe Galliano al comando di una guarnigione di 1.300 uomini tra ascari e nazionali, con il compito di tenere il più a lungo possibile lo strategico forte di Enda Jesus. Pochi giorni dopo Macallè venne occupata dell'esercito abissino guidato dallo stesso Menelik, che strinse d'assedio il forte; la posizione italiana era molto solida ma disponeva di scarse riserve di acqua, situazione aggravatasi dopo che il 7 gennaio 1896, gli etiopi assunsero il controllo anche del rifornimento d'acqua della piazzaforte rendendo così impossibile ogni ulteriore resistenza italiana. A quel punto venne indetta una tregua ed il ras Makonnen concesse, il 22 gennaio seguente, agli italiani di lasciare la fortificazione in armi, rientrando infine nelle linee italiane il 30 gennaio ad Aibà; Galliano ed i suoi ufficiali, trattenuti come ostaggi, vennero liberati quattro giorni dopo.
- Colonna di destra, II Brigata (generale Vittorio Dabormida):
  - 3º Reggimento fanteria d'Africa, colonnello Ragni
    - V Battaglione fanteria d'Africa
    - VI Battaglione fanteria d'Africa
    - X Battaglione fanteria d'Africa

  - 6º Reggimento fanteria d'Africa, colonnello Airaghi
    - III Battaglione fanteria d'Africa
    - XIII Battaglione fanteria d'Africa
    - XIV Battaglione fanteria d'Africa

  - Battaglione milizia mobile indigena, maggiore De Vito
  - Compagnia indigeni del chitet (in via di mobilitazione)
  - III Brigata di artiglieria, maggiore Zola
    - 5ª Batteria artiglieria da montagna (4 pezzi da 75B Mont.)
    - 6ª Batteria di artiglieria da montagna
    - 7ª Batteria di artiglieria da montagna
- Colonna centrale, I Brigata (generale Giuseppe Arimondi):
  - 1º Reggimento bersaglieri d'Africa, colonnello Stevani
    - I Battaglione bersaglieri d'Africa
    - II Battaglione bersaglieri d'Africa

  - 2º Reggimento fanteria d'Africa, colonnello Roberto Brusati
    - II Battaglione fanteria d'Africa
    - IV Battaglione fanteria d'Africa
    - IX Battaglione fanteria d'Africa

  - 1ª Compagnia/V Battaglione indigeni
  - 8ª Batteria di artiglieria da montagna
  - 11ª Batteria di artiglieria da montagna
- Colonna di sinistra, Brigata indigeni (generale Matteo Albertone):
  - I Battaglione indigeni, maggiore Turitto
  - VI Battaglione indigeni, maggiore Cossu
  - VII Battaglione indigeni, maggiore Valli
  - VIII Battaglione indigeni, maggiore Gamerra
  - Gruppo Bande Indigeni "Okulè Kusai", maggiore Sapelli
  - I Brigata di artiglieria
    - 1ª Batteria artiglieria da montagna indigeni
    - 2ª Batteria artiglieria da montagna indigeni
    - 3ª Batteria artiglieria da montagna
    - 4ª Batteria artiglieria da montagna

  - II Sezione/2ª Batteria di artiglieria da montagna indigeni
- Riserva, III Brigata (generale Giuseppe Ellena):
  - 4º Reggimento fanteria d'Africa, colonnello Romero
    - VII Battaglione fanteria d'Africa
    - VIII Battaglione fanteria d'Africa
    - XI Battaglione fanteria d'Africa

  - 5º Reggimento fanteria d'Africa, colonnello Luigi Nava
    - XV Battaglione fanteria d'Africa
    - XVI Battaglione fanteria d'Africa
    - I Battaglione alpini d'Africa

  - III Battaglione indigeni, tenente colonnello Galliano
  - 1ª Batteria artiglieria a tiro rapido
  - 2ª Batteria artiglieria a tiro rapido
  - una compagnia di genio zappatori

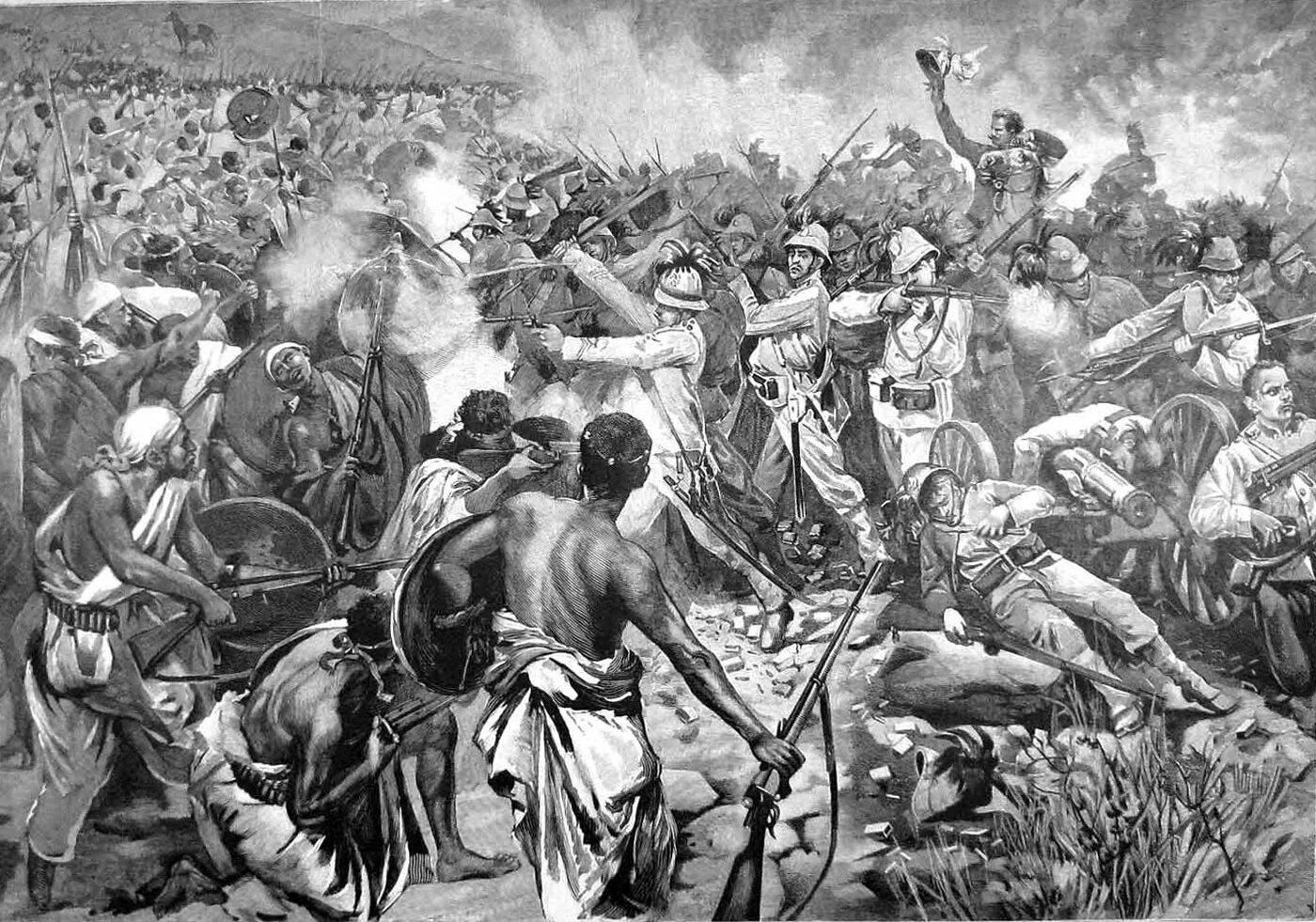
Gli etiopi attaccano la brigata Dabormida.

Dopo il fallimento di un tentativo di approccio diplomatico da parte del negus, l'esercito etiope si attestò presso Adua, a pochi chilometri dalle posizioni italiane di Saurià, rinforzato dalle bande irregolari "Sebhat" e "Agos" che disertarono e vennero ricacciate indietro da reparti del VI e VII Battaglione indigeni il 14 febbraio. In patria il capo del governo Francesco Crispi spingeva per una svolta nelle operazioni, inviando segretamente in colonia il generale Antonio Baldissera per sostituire Baratieri. Intanto quest'ultimo, pressato da Roma e su consiglio dei suoi generali, decise di muovere verso il campo etiope ad Adua con l'intenzione di obbligare il negus o a dare battaglia attaccando le truppe italiane schierate in posizione più favorevole, o a cedere il campo e ritirarsi. La sera del 29 febbraio, le truppe italiane, divise in quattro brigate, si misero in marcia alla volta della conca di Adua. Il coordinamento e i collegamenti tra le varie unità erano pessimi, aggravati dalla scarsa conoscenza del terreno e dalla mancanza di mappe affidabili. All'alba del 1º marzo 1896, le brigate italiane si ritrovarono sparpagliate e scollegate tra di loro, offrendo all'esercito del negus l'opportunità di affrontarle una alla volta e di schiacciarle con il peso dei numeri. Nel pomeriggio la battaglia di Adua era terminata: l'esercito italiano era stato distrutto un pezzo alla volta, con la perdita di 6 000 uomini uccisi, 1 500 feriti e 3 000 presi prigionieri. I resti del corpo di spedizione vennero fatti ripiegare in Eritrea.

### Guerra italo-turca (1911-1912)
Fin dalle prime mosse della guerra di Libia, il generale Carlo Caneva, comandante del corpo di spedizione, aveva auspicato l'impiego di ascari eritrei, in virtù delle caratteristiche del teatro libico Ciò si concretizzò dopo che gli italiani ebbero preso il controllo del Mar Rosso con la distruzione delle cannoniere turche a Kunfida. Il primo reparto eritreo sbarcò a Tripoli il 9 febbraio 1912. I reparti giunti dall'Eritrea furono composti con i migliori elementi dei quattro storici battaglioni indigeni (il I Battaglione "Turitto", il II "Hidalgo", il III "Galliano" ed il IV Battaglione "Toselli"). Tra di essi vi era il maresciallo Hamed Mohamed, l'ascaro più decorato del Regio Esercito.
L'11 febbraio gli àscari eritrei e i meharisti libici del capitano Pollera sfilarono per le principali vie di Tripoli intonando il grido "Allah! Italia!" attirando una enorme folla di curiosi che si spiegò sui lati della strada e che i carabinieri stentarono a trattenere.
Gli ascari fecero base nel campo trincerato di Ain Zara e da lì furono subito impiegati in ricognizioni a Tagiura e Gargamesh. Presto altri ascari furono arruolati anche tra i libici stessi anche se nel loro caso, almeno inizialmente, le famiglie furono trattenute "come garanzia" a Tripoli. Una delle azioni in cui maggiormente si specializzarono gli ascari eritrei era di raggiungere le posizioni turche ed individuata una vittima prenderla prigioniera e trasportarla entro le linee italiane.

### Riconquista della Libia (1922-1932)
La Libia divenne così colonia del Regno dal 1912. Tuttavia l'autorità italiana era ridotta ai centri urbani principali lungo la stretta fascia costiera. L'opera di "riconquista" dei territori libici formalmente italiani, ma di fatto in mano a gruppi locali autonomisti di varia natura, prese avvio nel 1922, dopo la conclusione della prima guerra mondiale, protraendosi poi fino al 1932. Nel 1922 furono quindi inviati in Libia ben 11 battaglioni indigeni eritrei, con una batteria di artiglieria da montagna indigena, in appoggio alle truppe del Regio Esercito ed alle Camicie Nere della Milizia Volontaria per la Sicurezza Nazionale.

### Guerra d'Etiopia: il Corpo d'Armata Eritreo (1935)
Il RCTC dell'Eritrea fu ovviamente in prima linea fin dai numerosi scontri di confine, preludio della guerra d'Etiopia. Quando il 3 ottobre 1935 iniziò l'offensiva di De Bono, gli italiani schieravano 4 corpi d'armata nazionali ed un Corpo d'Armata Eritreo. Quest'ultimo, al comando del generale Alessandro Pirzio Biroli, era incentrato sulla 1ª Divisione eritrea e la 2ª Divisione eritrea, costituite all'uopo ognuna su due brigate di fanteria eritree, un raggruppamento di artiglieria eritreo, genio e servizi; a queste si aggiungevano due gruppi squadroni di "Penne di falco", artiglieria di corpo d'armata, mitraglieri e un battaglione nazionale di carri d'assalto.
Le operazioni della guerra d'Etiopia furono le ultime del RCTC d'Eritrea in quanto tale, poiché dopo la proclamazione dell'Impero fu fuso con quello della Somalia nelle Forze armate dell'Africa Orientale Italiana.
- 1ª Divisione eritrea - generale Gustavo Pesenti
  - I Brigata - gen. b. Gallina
    - 1º Gruppo battaglioni eritrei
      - I Battaglione indigeni "Turitto"
      - VI Battaglione indigeni "Cossu"
      - XVI Battaglione indigeni "Adi Caieh" Native Battalion

    - 5º Gruppo battaglioni indigeni
      - VII Battaglione indigeni "Prestinari"
      - XV Battaglione indigeni "Billia"

    - I Gruppo artiglieria da montagna (da 65/17)

  - III Brigata - gen. b. Cubeddu
    - 2º Gruppo battaglioni eritrei
      - III Battaglione indigeni "Galliano"
      - XI Battaglione indigeni

    - 6º Gruppo battaglioni eritrei
      - II Battaglione indigeni "Hidalgo"
      - XIII Battaglione indigeni "Roma"
      - XXIV Battaglione indigeni

    - III Gruppo artiglieria da montagna (da 65/17)
- 2ª Divisione eritrea - generale Renzo Dalmazzo
  - II Brigata - gen. b. Gallina
    - 3º Gruppo battaglioni eritrei
      - V Battaglione indigeni "Ameglio"
      - XXI Battaglione indigeni "Fulmine"

    - 7º Gruppo battaglioni indigeni
      - IV Battaglione indigeni "Toselli"
      - XIX Battaglione indigeni "Cafaro"
      - XXII Battaglione indigeni

    - II Gruppo artiglieria da montagna (da 65/17)

  - IV Brigata - gen. b. Cubeddu
    - 4º Gruppo battaglioni eritrei
      - IX Battaglione indigeni "Guastoni"
      - XII Battaglione indigeni
      - XVII Battaglione indigeni "Nebri"

    - 8º Gruppo battaglioni eritrei
      - VIII Battaglione indigeni "Gamerra"
      - XX Battaglione indigeni

    - IV Gruppo artiglieria da montagna (da 65/17)
- Truppe di Corpo d'Armata
  - XXIII Battaglione Carri d'Assalto "Stennio" (CV33)
  - I Gruppo squadroni cavalleria eritrea
  - VI Gruppo squadroni cavalleria eritrea
  - Banda indigena "Hassamò"
  - Raggruppamento artiglieria corpo d'armata eritreo
    - II Gruppo cannoni campali motorizzato
    - III Gruppo obici campali motorizzato

  - Comando artiglieria da posizione "Tigrai Orientale"
    - VI Gruppo artiglieria da posizione
    - XIII Gruppo artiglieria da posizione

  - Raggruppamento genio di corpo d'armata eritreo
  - Servizi di corpo d'armata

## Uniformi e distintivi
L'uniforme degli ascari eritrei, dalla fondazione agli anni venti era composta dal tarbush in feltro con fiocco e fregio a seconda della specialità e ripetizione dei gradi; da un camicione bianco lungo fino al ginocchio; da un giubbetto a mezzavita in tela; pantaloni ("senafilò") stretti, al ginocchio; gambali in tela grezza chiusi lateralmente da 9 bottoncini; fascia distintiva ("etagà") di lana colorata, lunga 2,5 metri e larga 40 cm. Il colore della fascia, ripreso anche sul fiocco del tarbush, identificava i reparti: era rossa nel I Battaglione, azzurra nel II, cremisi nel III, nera nel IV, scozzese per il V, verde per il VI, bianco per il VII e giallo per l'VIII Battaglione. Con l'aumento dei reparti aumentarono le combinazioni di colori, a strisce verticali, orizzontali e, per gli squadroni cavalleria indigeni, scozzesi; per questi ultimi la fascia decorava anche il tarbush, insieme ad una penna di falco. Gli stessi colori erano ripresi sulla filettatura delle controspalline degli ufficiali nazionali che guidavano i reparti.
Dagli anni venti l'uniforme subì un'evoluzione simile a quella coloniale di nazionali, in tela bianca o cachi, fermo restando il sistema delle fasce distintive. Le fasce mollettiere o i gambali erano spesso indossati sui piedi nudi: infatti, nel rispetto della tradizione, le calzature erano facoltative. Quando presenti potevano essere costituite sia da sandali che da scarponi o stivali d'ordinanza.
I gradi ed i distintivi erano portati su un triangolo di panno nero sulla spalla e sul tarbush.

## Onorificenze
Regio Corpo Truppe Coloniali dell'Eritrea
Regio Corpo Truppe Coloniali dell'Eritrea